# Kordofan de l'Oest
La wilaya o estat de Kordofan Occidental o Kordofan de l'Oest (àrab: غرب كردفان, Ḡarb Kurdufān; en anglès West Kurdufan) va ser una antiga wilaya o estat del Sudan, una de les 26 wilayes que es van formar per la divisió administrativa del 14 de febrer de 1994. La seva superfície era de 111.373 km² i la població estimada el 2006 era d'1.320.405. La capital era al-Fulah.
Arran dels pactes de l'Acord de Pau de 9 de gener de 2005, que ratificava diversos acords entre els quals l'aconseguit entre el govern del Sudan (GOS) i el MPAS per la resolució del conflicte a Kordofan del Sud i les Muntanyes Nuba i a l'estat del Nil Blau signat a Naivasha (Kenya) el 26 de maig de 2004, l'estat de Kordofan Occidental fou abolit el 16 d'agost de 2005 i el seu territori dividit entre el Kordofan del Nord (districtes d'an-Nuhud i Ghebeish) i el Kordofan del Sud (districtes de Abyei, as-Salam i Lagawai). Segons l'acord els límits del Kordofan del Sud havien de ser el mateixos que els anteriors del Kordofan del Sud quan el gran Kordofan (estat únic) es va dividir en dos el 14 de febrer de 1994. El mateix acord preveia que al-Fulah, la capital, seria la segona capital de Kordofan del Sud i les sessions de l'Assemblea Legislativa s'alternarien entre al-Fulah i Kaduqli.

## Governadors
- 1994 - 1995 Salah Ali al-Ghali
- 1995 - 1997 Hasan Uthman Rizq
- 1997 - 2000 Bashir Adam Rahmah
- 2000 - 2002 Jayli Ahmad Ash-Sharif (al-Jaili Ahmed al-Sharif)
- 2002 - 2004 At-Tayib Abd ar-Rahman Mukhtar
- 2004 - 2005 Suliman Salman Al-Safi